# Camforer

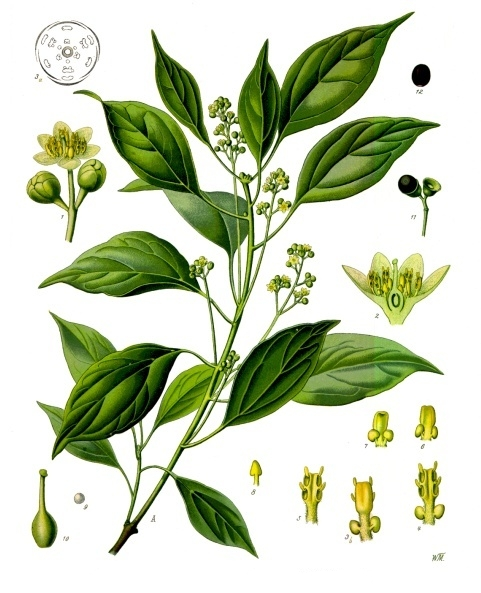
Il·lutració que mostra diferents parts del camforer

El camforer (Camphora officinarum) és una espècie de planta amb flors del gènere Camphora dins la família de les lauràcies (Lauraceae). És una planta nativa de Corea i el Japó.
Addicionalment pot rebre els noms de arbre de la càmfora i càmfora.
És un arbre de zones tropicals, originari del sud-est asiàtic, típic de països com Japó, Malàisia o Xina, però s'ha estès a Austràlia i a la costa oest dels Estats Units. Al Jardí Botànic Històric de Barcelona hi ha un exemplar d'aquest arbre.

## Etimologia
El nom botànic prové de la combinació dels dos mots: Cinnamomum, que prové del seu nom grec kinnamomon; i camphora, també del grec antic kamphora, càmfora.

## Ecologia
Creix a una velocitat molt ràpida, però prefereix sols fèrtils, ben drenats, frescos i arenosos. Pot viure en sols àcids, neutres o alcalins. S'ha de plantar en un lloc on hi hagi semiombra. El camforer floreix entre abril i juny, depenent de la zona on es trobi

## Morfologia
El camforer pot créixer fins a 40 metres d'alçada. També pot assolir un diàmetre de tronc enorme. Al Japó, on l'arbre s'anomena kusunoki, hi ha cinc arbres de càmfora amb una circumferència del tronc de més de 20 metres, amb l'individu més gran, conegut com Kamō no Ōkusu (蒲生の大楠, Gran càmfora de Kamō, a Kagoshima) que fa 24,22 metres de circumferència.
La inflorescència està formada per petits raïms. La rel és fasciculada, l'escorça és llisa, d'un color grisós amb branques recobertes de moltes escames. Les fulles es disposen de forma alterna. Són coriàcies i ovalades o el·líptiques, simples sense estípules, d'un color verd clar brillant que quan s'han de renovar passen a color vermell, amb 3 nervis poc marcats. Les flors són actinomorfes, acícliques, molt petites, hermafrodites, trímeres, de color groc verdós amb perigoni de sis peces anomenades tèpals. L'androceu està format per nou estams disposats de tres en tres en tres nivells; les anteres tenen 4 finestres i el gra de pol·len està monooberturat. El gineceu assumeix la posició ínfer i només consta d'un carpel. El fruit és una drupa negra i globosa, d'uns 7-8mm de diàmetre i conté una llavor.

## Farmacologia
L'essència de càmfora s'obté del tronc de l'arbre camforer quan aquest ja és vell. També es pot sintetitzar-la càmfora de manera industrial. La càmfora va ser el primer producte natural sintetitzat de manera industrial.
Composició química
La càmfora natural és una substància semisòlida cristal·lina, blanca i cerosa amb un característic olor acre. És un terpenoide de fórmula química és C10H16O. S'extreu del tronc del camforer. La càmfora sintètica s'elabora a partir de la trementina L'essència de càmfora conte també safrol, borneol, heliotropina, vanil·lina, terpineol i alguns alcohols sesquiterpènics.
Usos medicinals
S'utilitza com contrairritant, alleugerant de dolors musculars i articulars. Descongestiu nasal i administrat en petites dosis és un revitalitzant cardíac i antifatigant.
Accions farmacològiques
•	Rubefaent: té la propietat d'envermellir la pell i produeix una sensació de calor
•	Contrairritant: sobretot s'utilitza per via tòpica perquè provoca vasodilatació cutània. S'absorbeix molt bé per la pell i es troba en moltes pomades.
•	Descongestionant nasal: S'utilitza normalment amb el mentol en productes que s'evaporen fàcilment i tenen efecte descongestiu (Vicks VapoRub).
•	Anestèsic local lleu
•	Antimicrobià
Altres usos de la càmfora: s'utilitza com a bàlsam, en la plastificació de nitrat de cel·lulosa, i fins i tot en pirotècnia. La càmfora és un fort repel·lent d'insectes, fins i tot serveix per repel·lir serps i altres rèptils. També s'utilitza com condiment en menjar indi, així com en algunes cerimònies hindús. Es pensa que s'utilitzava fa segles a la Xina per donar sabor a aliments similars al gelat.

## Toxicitat
En grans quantitats és verinós si és ingerit i pot causar atacs, confusió, deliris, mal de cap, irritabilitat, hiperactivitat neuromuscular i en alguns casos al·lucinacions. El 1980 es van prohibir la comercialització de productes que continguessin oli de camforer per la seva toxicitat. Des que existeixen alternatives a la utilització de la càmfora com a component de medicaments aquest s'ha deixat d'utilitzar, exceptuant en alguns productes de via tòpica on la seva quantitat és mínima com pols de talc o màscares tonificants de la pell.